# WAMP
| Sigles de 2 caractères   |
| Sigles de 3 caractères   |
| ► Sigles de 4 caractères |
| Sigles de 5 caractères   |
| Sigles de 6 caractères   |
| Sigles de 7 caractères   |
| Sigles de 8 caractères   |

WAMP est un acronyme informatique signifiant :
- « Windows »
- « Apache »
- « MySQL ou MariaDB»
- « PHP » dans la majorité des cas, parfois « Perl » ou « Python ».

Il s'agit d'un néologisme basé sur LAMP.

## Architecture
Les rôles de ces quatre composants sont les suivants :
- Apache est le serveur web « frontal » : il est « devant » tous les autres et répond directement aux requêtes du client web (navigateur) ;
- Le langage de script PHP sert la logique ;
- MySQL stocke toutes les données de l'application ;
- Windows assure l'attribution des ressources à ces trois composants.

Tous les composants peuvent être situés :
- sur une même machine ;
- sur deux machines, généralement Apache et le langage de script d'un côté et MySQL de l'autre ;
- sur de nombreuses machines pour assurer la haute disponibilité (répartition de charge et/ou failover).

Néanmoins, l'architecture WAMP est le plus souvent utilisée pour développer des sites web sur une machine Windows. De ce fait, en général, tout se passe sur une même machine. La mise en production se fera généralement sur une architecture LAMP (ou XAMP, X désignant un système à base d'Unix).

## Applications WAMP
Il existe un grand nombre d'applications permettant le Wamp, une liste et un comparatif sont disponibles dans l'article "comparaison de WAMP"